# Philantomba walteri
El duiker o cefalofo de Walter (Philantomba walteri) es una especie de mamífero artiodáctilo perteneciente a la subfamilia Cephalophinae que habita en el África Occidental, siendo la última especie de este género en ser descubierta y clasificada en 2010. Tiene un peso de entre 4 y 6 kilos y una altura media de 40 centímetros, siendo el más pequeño de los tres que componen este género de bóvidos.
Su nombre sirve de homenaje al zoólogo Walter Verheyen por su intenso trabajo sobre los mamíferos africanos y por haber recogido la primera muestra sobre esta posible especie en 1968 en Togo.
Al parecer este animal fue detectado en un mercado local de carne, lo que demuestra para los investigadores el enorme potencial de posibles mamíferos que aún no están descritos y clasificados y que sin embargo forma parte de las costumbres de muchas comunidades, incluso en el ámbito alimenticio.